# Potres na Salomonovih otokih (2007)
Potres na Salomonovih otokih leta 2007 se je zgodil na Salomonovih otokih 2. aprila 2007 blizu otoka Gizo. Po izračunih Geološke službe Združenih držav Amerike (USGS) je dosegel magnitudo 8,1 po momentni magnitudni lestvici.
USGS je potres zabeležila okrog 7:39:56 zjutraj po lokalnem času (UTC+11, 6:40 zjutraj EST v Avstraliji). Žarišče je bilo 10 km globoko  in 40 km jugojugovzhodno od mesta Gizo na Otočje Nova Georgia v Zahodni pokrajini. Prvemu potresu so sledili še številni popotresni sunki, med katerimi je najmočnejši dosegel magnitudo 6,2 po momentni magnitudni lestvici.

## Posledice
Cunami, ki naj bi ga sprožil potres, je na Salomonovih otokoih ubil vsaj devetintrideset ljudi, sto pa jih je pogrešanih, in izbrisal vsaj trinajst vasi. Tisoči so ostali brez domov, škoda pa naj bi znašala več milijonov dolarjev. V Južnem Choiseulu so valovi višine 10 metrov odnesli vasi, vrtove in bolnišnico. Uničenih je bilo okrog 900 domov, brez strehe pa je ostalo okrog 5000 ljudi.
Cunami je dosegel Papuo Novo Gvinejo. Na svoji poti naj bi odnesel tudi pet ljudi z nekega oddaljenega otoka.

## Odziv
Ustrezne službe so objavile opozorilo na možnost cunamijev na Južnem Tihem oceanu, poleg tega pa tudi za Japonsko in Havaje. Avstralski urad za meteorologijo je izdal opozorilo za vzhodno obalo Avstralije od Queenslandskega pregradnega grebena do Tasmanije. Zaprli so plaže ob obali, mnogi pa so pobegnili na višja območja. Ker pa je bil epicenter blizu Salomonovih otokov, je cunami udaril, še predno je havajski Pacifiški opozorilni center za cunamije uspel objaviti opozorilo.
Visokomagnitudni oceanski valovi potujejo s hitrostjo blizu 25 metrov na sekundo, kar pomeni, da 25-kilometrsko razdaljo od epicentra do Gava prepotujejo v 1000 sekundah, tj. manj kot 20 minutah. Na srečo so potresni valovi S stresli tla in opozorili prebivalstvo, še preden je val udaril.

### Pomoč
Avstralija je ponudila 2 milijona avstralskih dolarjev, Nova Zelandija pa 500.000 novozelandskih dolarjev pomoči, z vojaškim letalom pa je poslala tudi materialno pomoč.